# Xe mang phóng tự hành

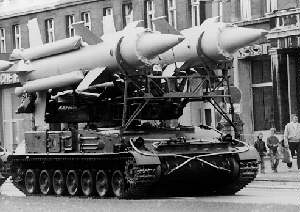
Xe mang phóng tự hành SA-4 của Liên Xô.

Xe mang phóng tự hành là phương tiện mang tên lửa với một bệ di chuyển tích hợp có thể mang, nâng lên vị trí bắn và phóng một hoặc nhiều tên lửa. Những phương tiện này dùng cho cả hệ thống tên lửa đất đối không và đất đối đất. Những tên lửa đầu tiên được phóng từ các vị trí cố định và phải được nạp lại từ các xe tải vận chuyển, điều này khiến chúng dễ bị tấn công hơn một khi chúng bị phát hiện bởi kẻ địch khi mà chúng không thể di chuyển dễ dàng, và chúng thường mất hàng giờ hoặc thậm chí vài ngày để chuẩn bị cho việc phóng nếu chúng di chuyển đến vị trí mới.

## Thư viện ảnh

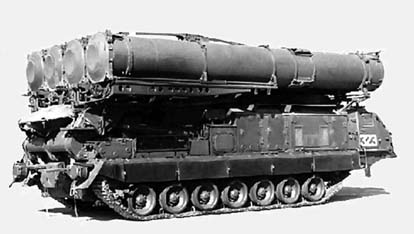
A Russian SA-12 TELAR in transit mode.
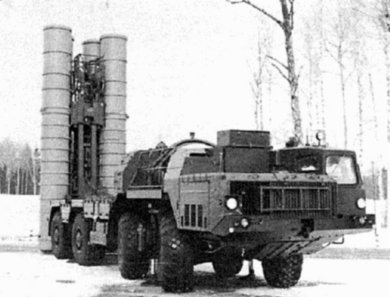
A Russian SA-10 TEL ready for launch.
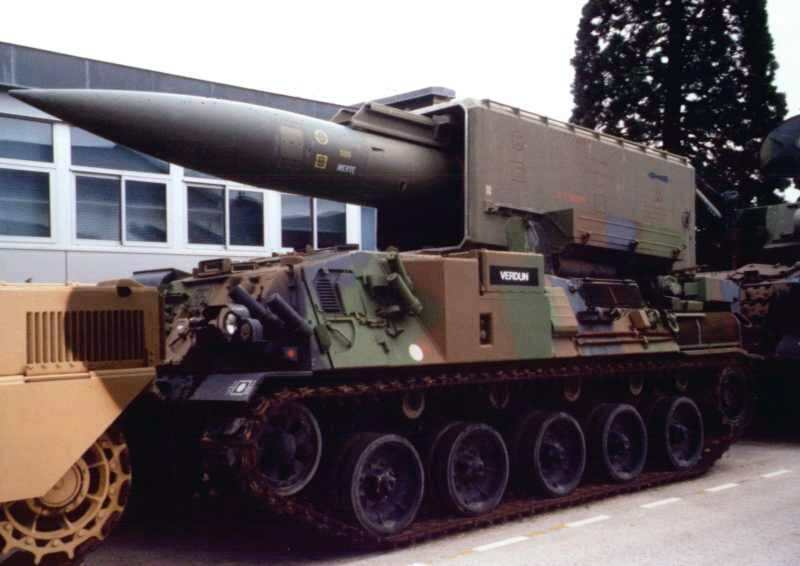
A French Pluton missile in transit mode.
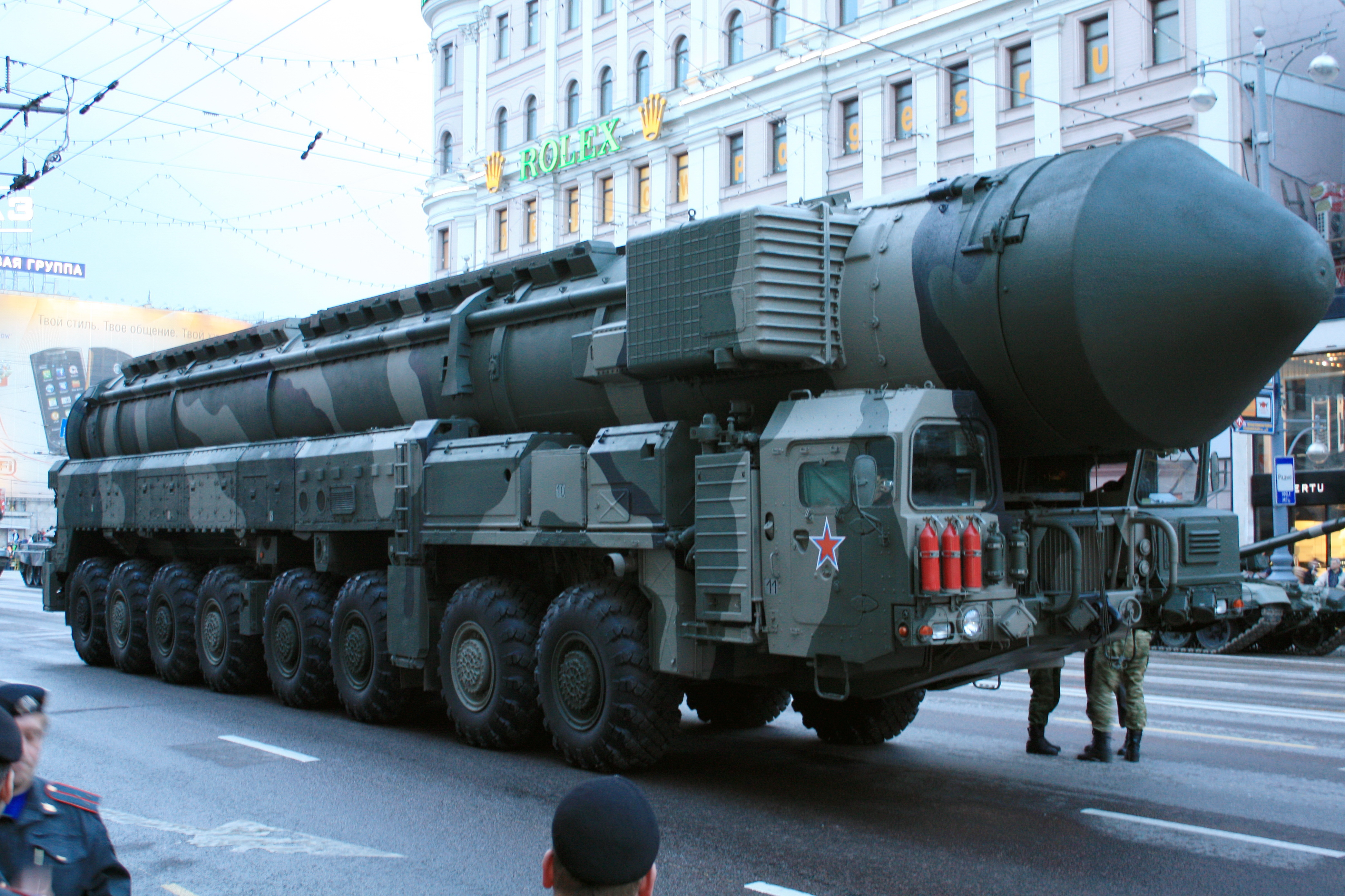
MZKT-79221.
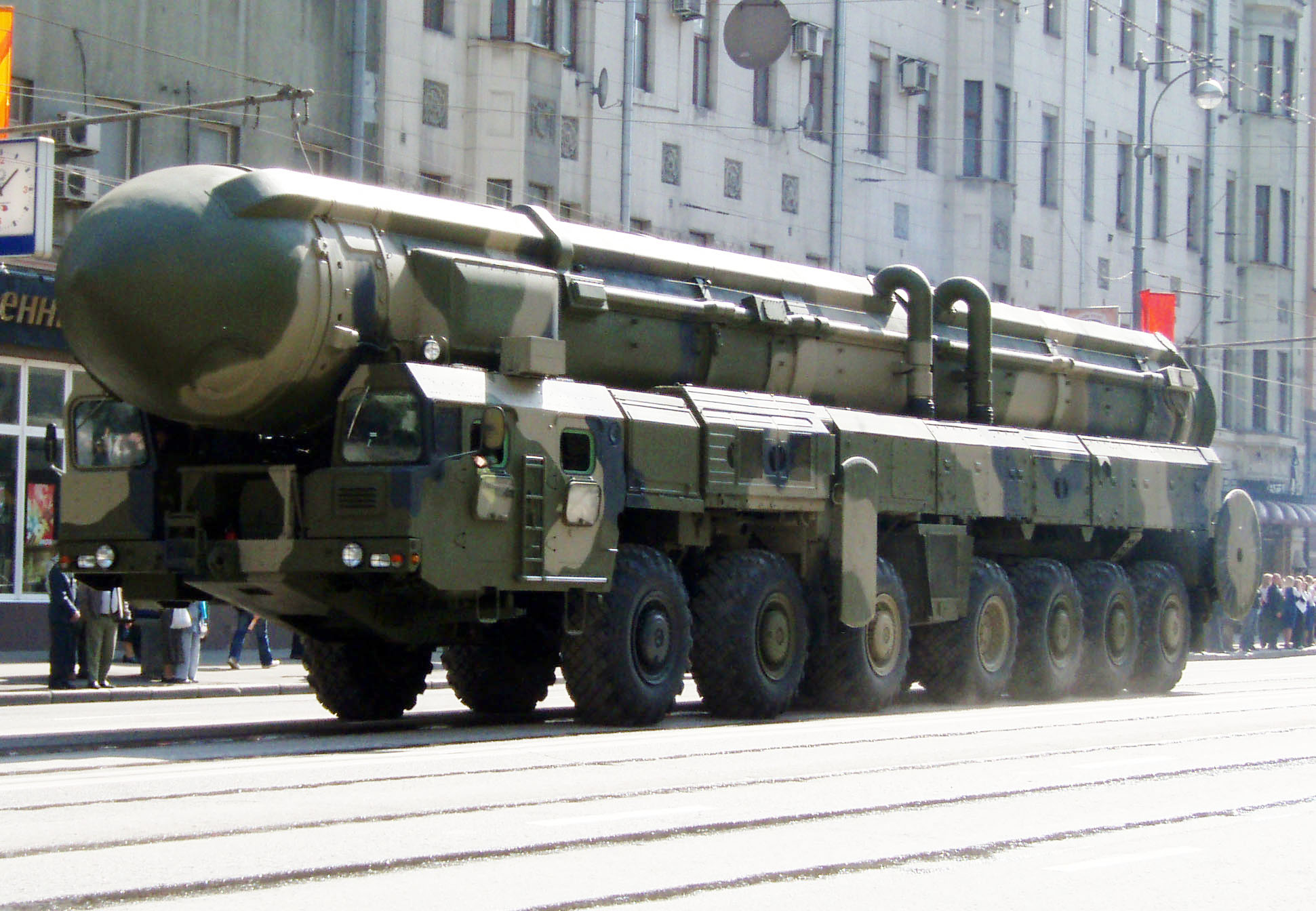
MAZ-7917 TEL.
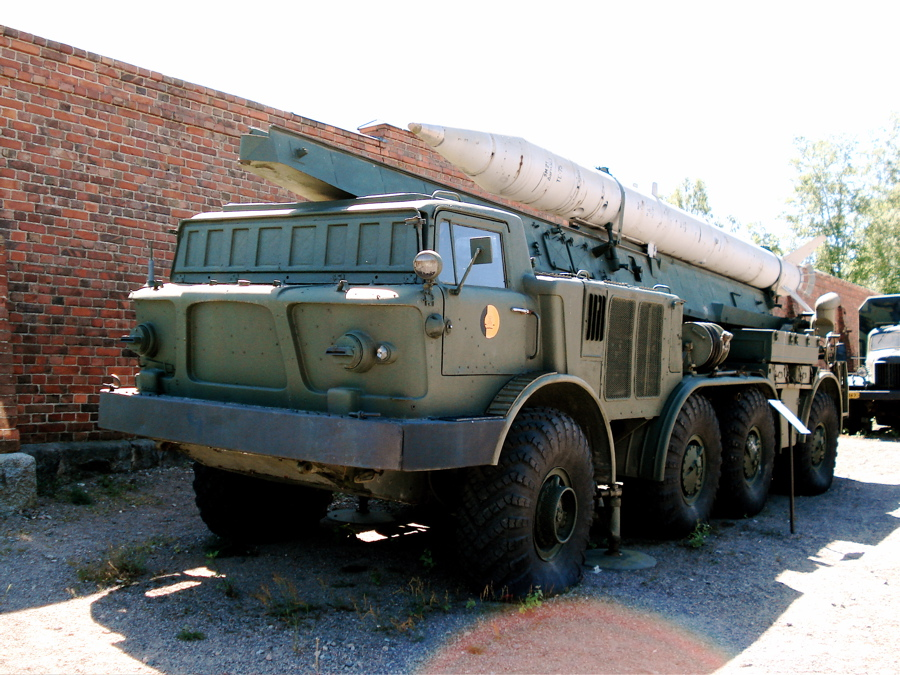
ZIL-135.
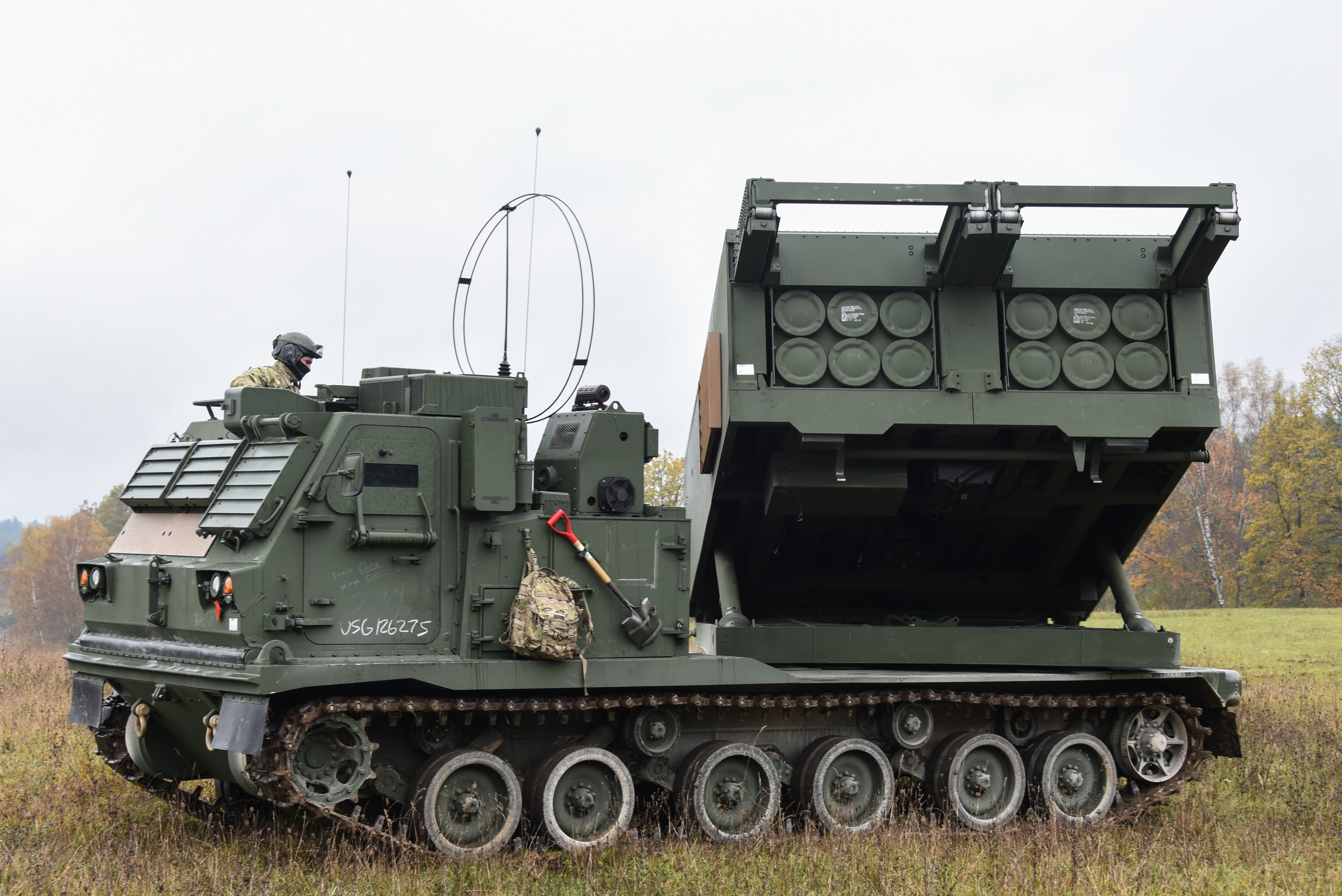
MLRS.
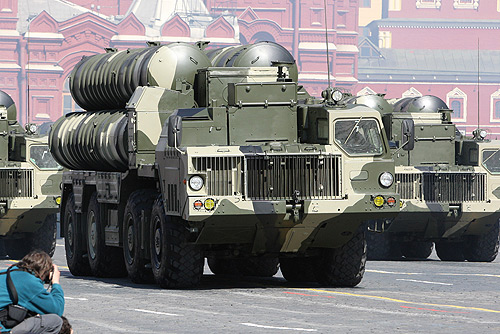
S-300.
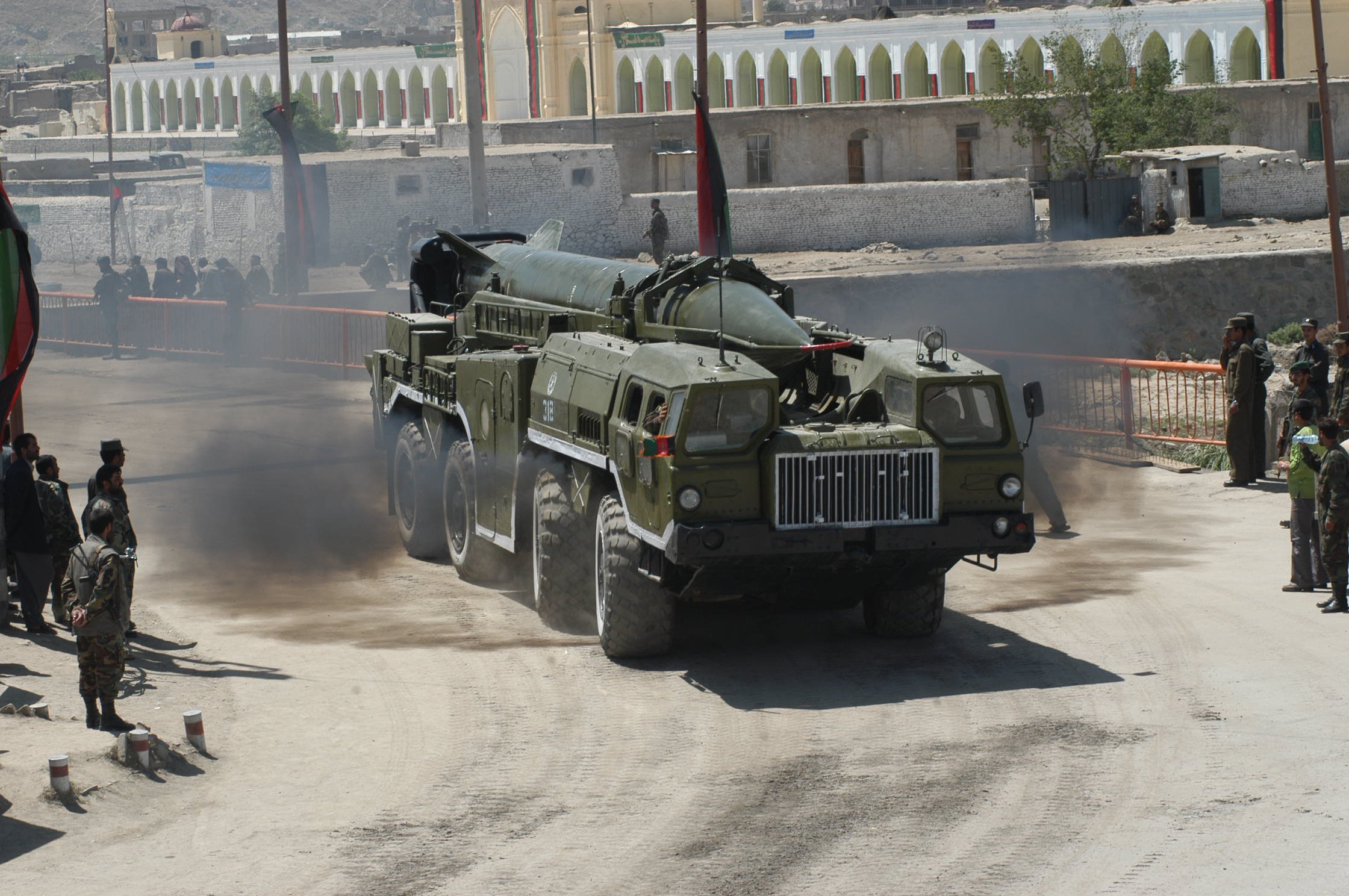
MAZ-7310
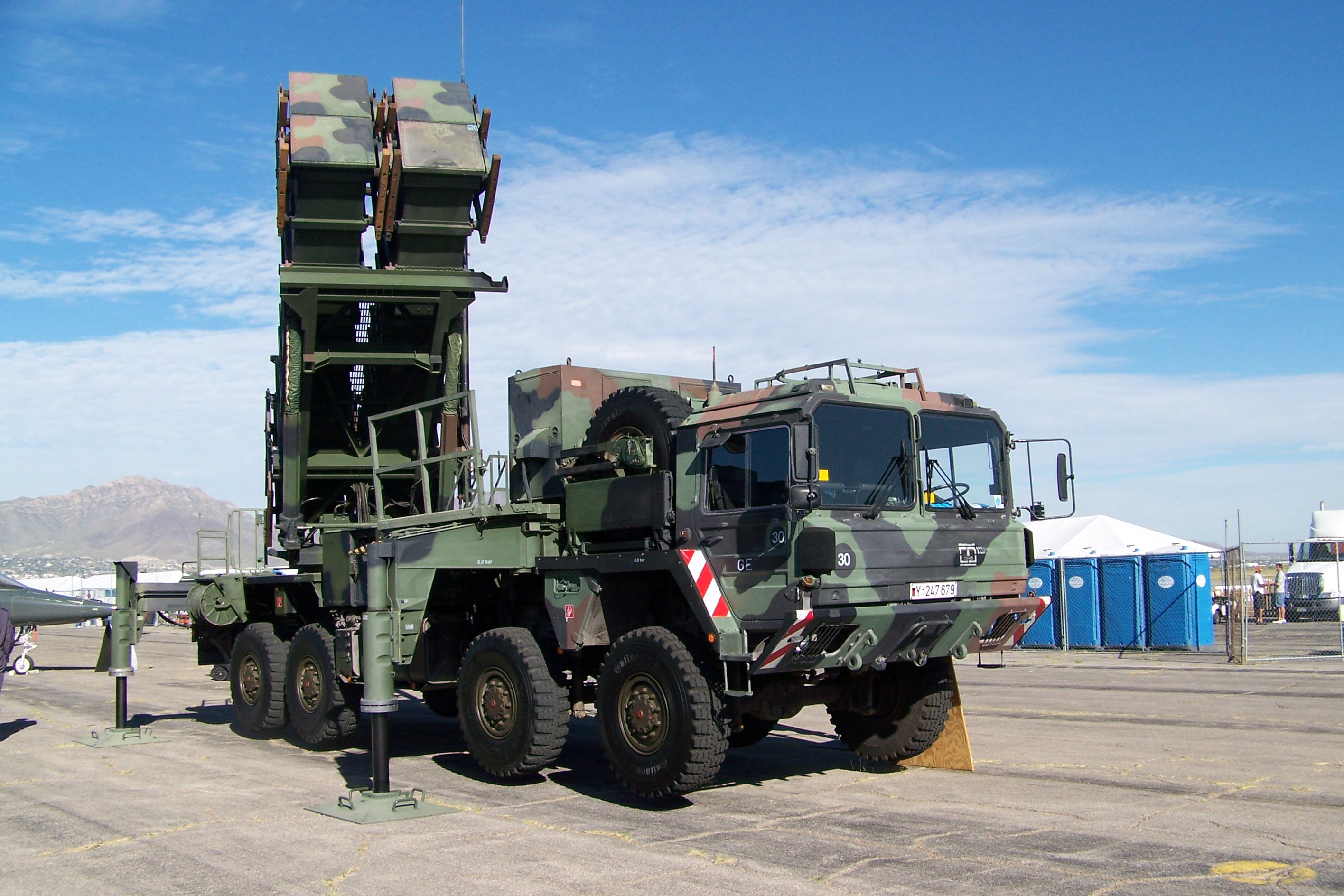
A German PATRIOT launcher.
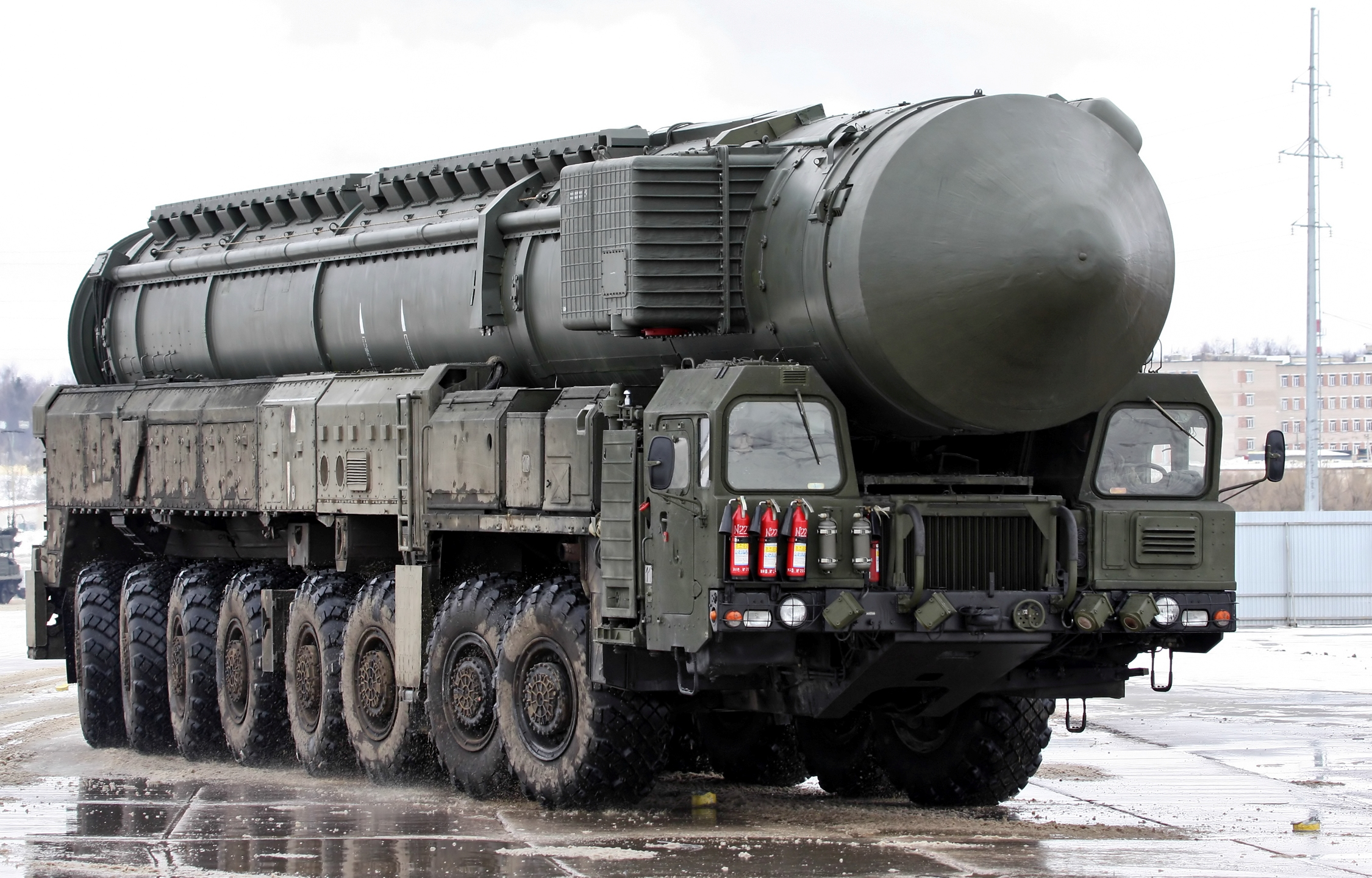
Russian Topol-M MZKT-79221.
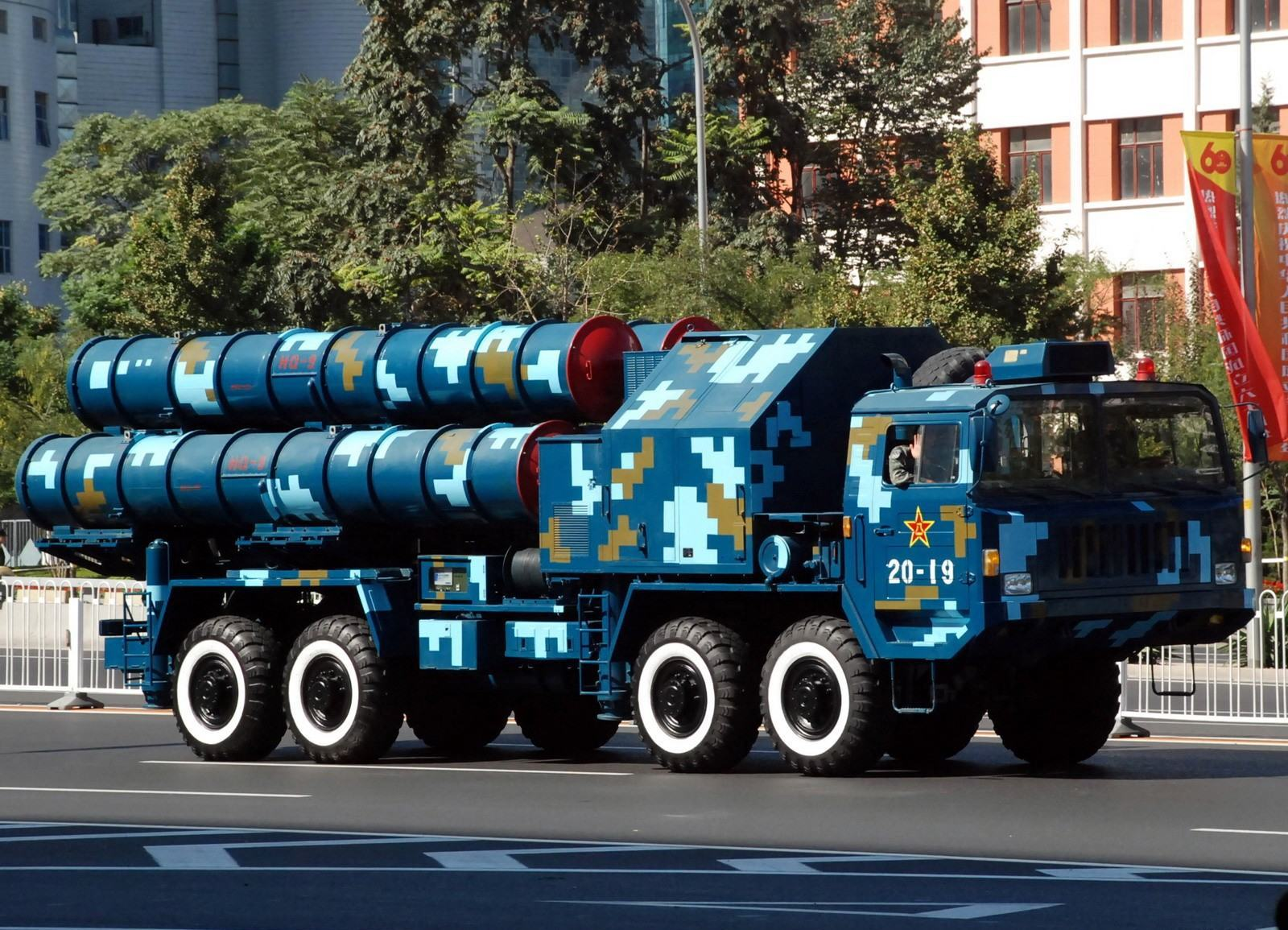
HQ-9 TA580/TAS5380 launcher.